# Manou Bolomik
Manou Bolomik, né à Yaoundé, Cameroun le 18 novembre 1980, est un chanteur de hip-hop chrétien évangélique. Il vit en France depuis 1999.  Il est aussi pasteur chrétien  évangélique pentecôtiste de l'Église des 2 caps à Calais, membre des Assemblées de Dieu de France.

## Biographie
Manou Bolomik est né d’une fille-mère à Yaoundé, la capitale du Cameroun.  Adolescent rebelle, il dit avoir rencontré Dieu à 16 ans et a commencé à écrire des raps chrétiens.  En 1999, il a déménagé en France et a obtenu un master de droit et d'économie à l'université de Pau en 2004. Puis, il a entamé des études de théologie.

### Carrière
En 2002, il a sorti son premier album Fantastik . Son troisième album, Révolution, est sorti en 2009. En 2015, il a sorti son 5e album Electro Praise Rap .

### Ministère
En 2005, il est devenu pasteur de l'Église évangélique Le Phare, membre des  Assemblées de Dieu de France, à Lons .  En 2017, il est devenu pasteur de l'Église des 2 caps à Calais .

### Vie privée
Il a 3 enfants nommées, Kehyla Bolomik Akoua, Joy Bolomik Akoua et Zoé Bolomik Akoua.

## Discographie
1. Fantastik (2002)
2. Au maximum (2006)
3. Révolution (2009)
4. Atypik (2014)
5. Electro Praise Rap (2015)
6. En mouv' (2018)

## Filmographie
- Manou Live - inclus le documentaire "Je viens de l'abîme" (2014)